# 小大卫广场

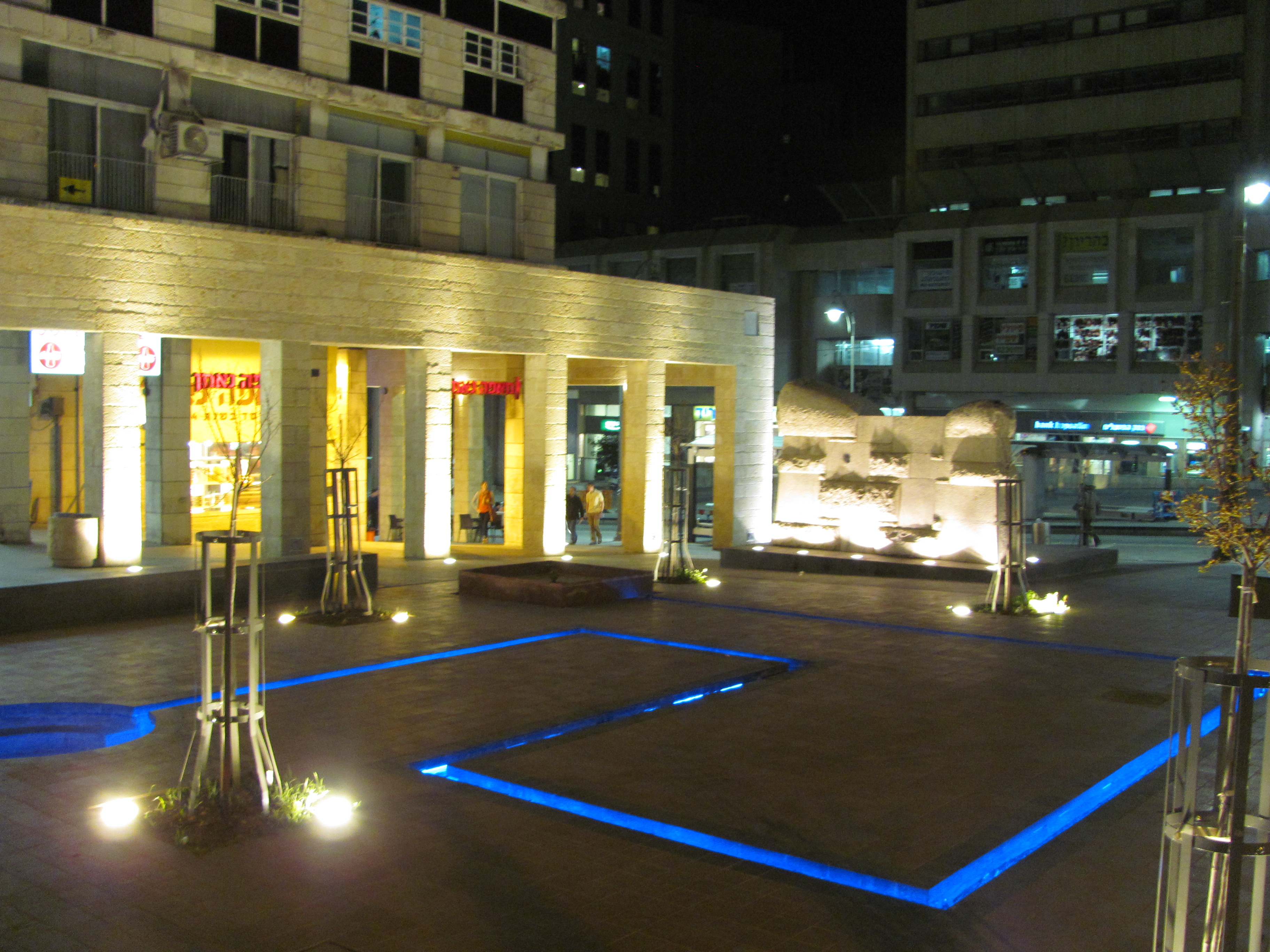

小大卫广场（希伯來語：כיכר הדוידקה, Kikar HaDavidka）是以色列耶路撒冷的一个广场，位于雅法路、先知街和 Kiach 路交汇处。其正式名称为自由广场（Kikar Haherut）。广场上有小大卫雕塑，这是一种以色列自制迫击炮，在1948年第一次中东战争中用来保卫耶路撒冷和其他城市。

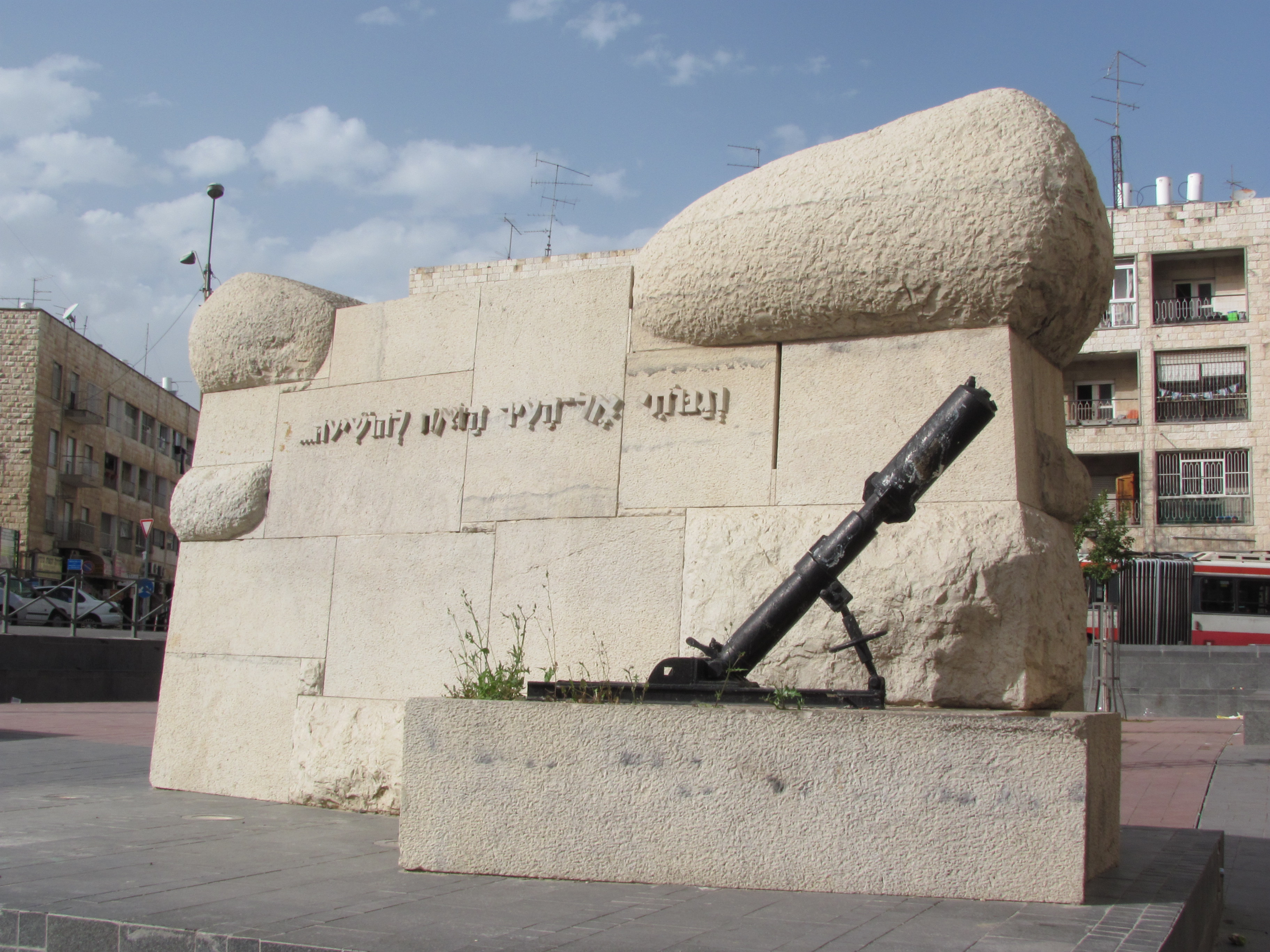

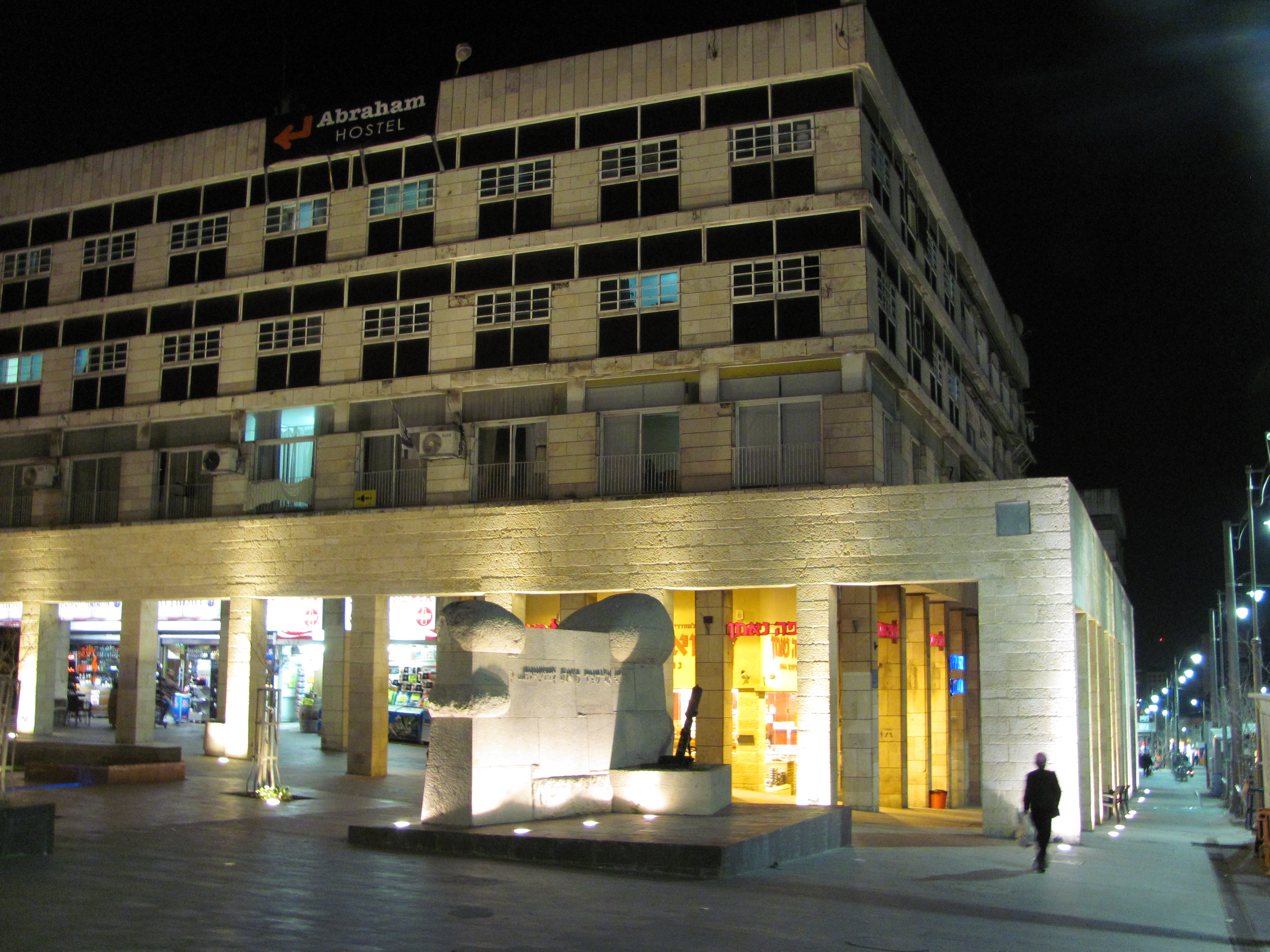